# Бартоломеу Португез
Бартоломеу Португез (порт. Bartolomeu Português; ?- 1669, Ямайка) — португальський буканьєр, який нападав на іспанські кораблі наприкінці 1660-х років; він також встановив одне з найбільш ранніх наборів правил, широко відомих, як «Кодекс піратів», що пізніше використовуваних піратами XVIII століття, такими як Джон Філіпс, Едвард Лоу і Бартолом'ю Робертс.

## Життєпис
Прибувши на Кариби десь на початку 1660-х років, протягом десятиліття, Бартоломеу здійснював розбійницькі напади з Кампече з 1666 по 1669 рік. Пізніше він зі своїм кораблем з чотирма гарматами та тридцятьма членами екіпажу захопили великий іспанський корабель на Кубі, після двох штурмів із загибеллю чи пораненням понад половини його екіпажу. Маючи загалом 70 000 песо та вантаж 120 000 фунтів бобів какао, Бартоломеу намагався доплисти до Ямайки; проте через сильний вітер вони не змогли повернутися до Порт-Роялу — натомість довелося плисти до західної Куби.

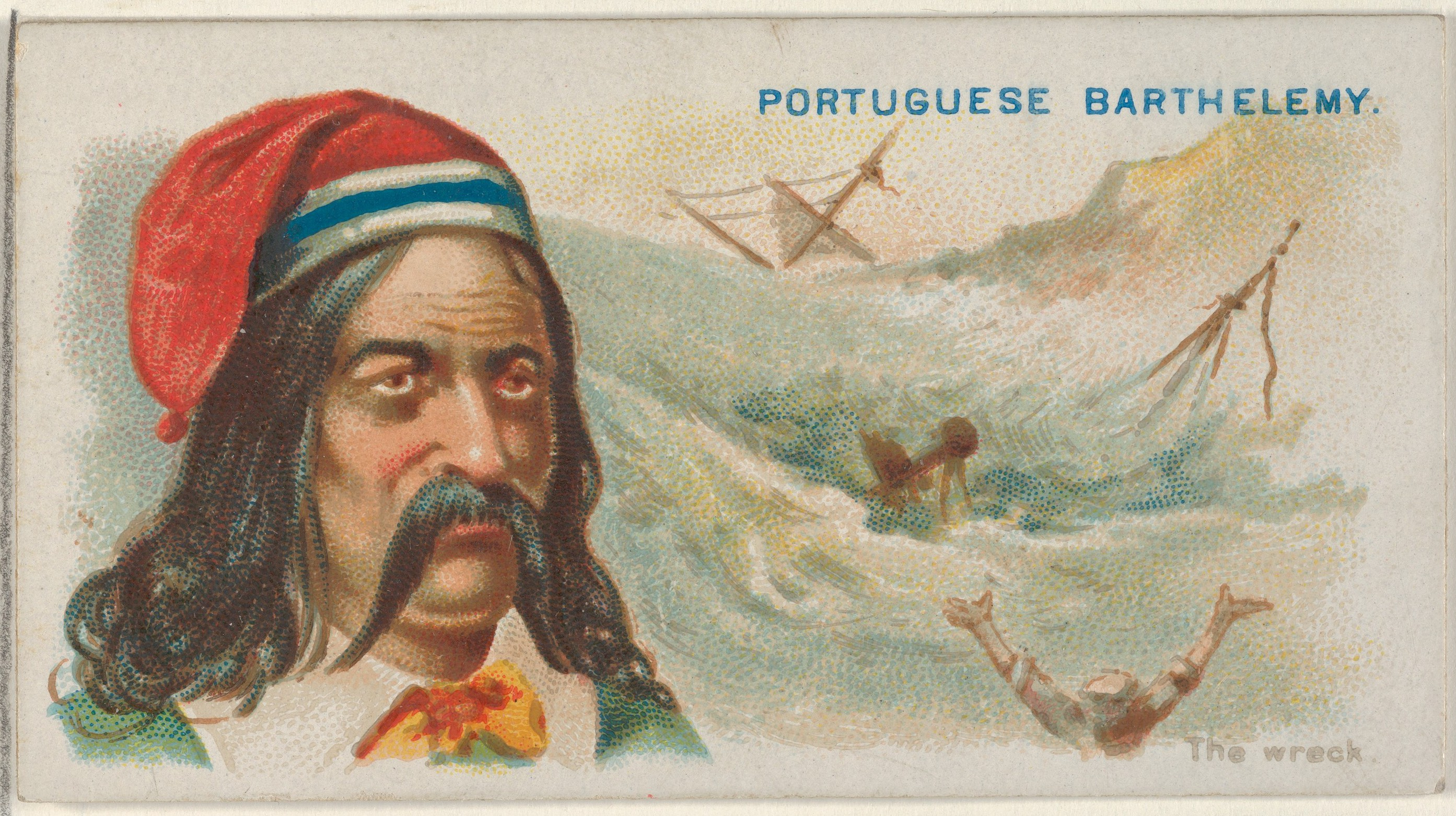
Бартоломеу Португез, з серії «Пірати іспанського шляху» (N19) для сигарет Allen & Ginter MET DP835035

Коли корабель дійшов до мису Сан-Антоніо, їх захопили три іспанські військові кораблі, які відібрали вантаж. Після бурхливої бурі Бартоломеу був змушений плисти до Кампече, де його згодом впізнали, захопили та ув'язнили на іспанському кораблі. Він спробував втекти, порізавши вартових вкраденим ножем і, оскільки він нібито не міг плавати, він використовував жбани для вина як поплавок, щоб підплисти до берега.
Подолавши понад 120 миль по джунглям, Португез дістався до Ель Гольфо Трісте на сході Юкатану і знайшов корабель, на якому повернувся у Порт-Роял. Повернувшись до Кампече з 20 чоловіками, Бартоломеу захопив корабель, на якому він утримувався у в'язниці, і відплив, захописвши його вантаж. Незабаром корабель перекинувся біля острова Ісла-де-ла-Хувентуд у південного узбережжя Куби, втративши весь вантаж. Зі своїм екіпажем, що залишився, Бартоломеу повернувся в Порт-Рояль. Після цього про нього нічого не відомо.

## Піратський кодекс
Пам'ять про нього лишилася у формі Кодексу піратів. Всупереч поширеній думці, це був не єдиний код, який регулював життя піратів, а перелік правил, за яким функціонував корабель. Вони регулювали дисципліну, розподіл товарів та, що дивно, виплати на випадок нещасного випадку на роботі.